# Roy Emerson
Roy Stanley Emerson (Blackbutt, Queensland, 3 de novembro de 1936) é um ex-tenista australiano, vencedor de todos os torneios de Grand Slam, em simples e em duplas. Foi o maior expoente do tênis amador na década de 1960, conquistando 12 títulos de Grand Slam em simples e 16 em duplas, totalizando um recorde histórico de 28 Grand Slam conquistados, que se mantém até hoje. É o único jogador da história a conquistar os 4 Grand Slam tanto em simples como em duplas.
Entre os especialistas, entretanto, sua carreira, apesar de considerada excecional, sempre se viu eclipsada pelo fato de que os torneios Grand Slam fossem abertos apenas a jogadores amadores, em sua época de jogador, e que os torneios profissionais tinham um nível técnico maior. Participou da Equipe Australiana de Copa Davis, vencendo o torneio nos anos de 1959, 1960, 1961, 1962, 1964, 1965, 1966 e 1967.
Emerson entrou para o International Tennis Hall of Fame em 1982.

## Grand Slam finais

### Simples: 15 (12 títulos, 3 vices)
| Resultado | Ano  | Campeonato           | Piso   | Oponente      | Placar                  |
| --------- | ---- | -------------------- | ------ | ------------- | ----------------------- |
| Campeão   | 1961 | Australian Open (1)  | Grama  | Rod Laver     | 1–6, 6–3, 7–5, 6–4      |
| Campeão   | 1961 | US Open (1)          | Grama  | Rod Laver     | 7–5, 6–3, 6–2           |
| Vice      | 1962 | Australian Open      | Grama  | Rod Laver     | 6–8, 6–0, 4–6, 4–6      |
| Vice      | 1962 | Aberto da França     | Saibro | Rod Laver     | 6–3, 6–2, 3–6, 7–9, 2–6 |
| Vice      | 1962 | US Open              | Grama  | Rod Laver     | 2–6, 4–6, 7–5, 4–6      |
| Campeão   | 1963 | Australian Open (2)  | Grama  | Ken Fletcher  | 6–3, 6–3, 6–1           |
| Campeão   | 1963 | Aberto da França (1) | Saibro | Pierre Darmon | 3–6, 6–1, 6–4, 6–4      |
| Campeão   | 1964 | Australian Open (3)  | Grama  | Fred Stolle   | 6–3, 6–4, 6–2           |
| Campeão   | 1964 | Wimbledon (1)        | Grama  | Fred Stolle   | 6–4, 12–10, 4–6, 6–3    |
| Campeão   | 1964 | US Open (2)          | Grama  | Fred Stolle   | 6–2, 6–2, 6–4           |
| Campeão   | 1965 | Australian Open (4)  | Grama  | Fred Stolle   | 7–9, 2–6, 6–4, 7–5, 6–1 |
| Campeão   | 1965 | Wimbledon (2)        | Grama  | Fred Stolle   | 6–2, 6–4, 6–4           |
| Campeão   | 1966 | Australian Open (5)  | Grama  | Arthur Ashe   | 6–4, 6–8, 6–2, 6–3      |
| Campeão   | 1967 | Australian Open (6)  | Grama  | Arthur Ashe   | 6–4, 6–1, 6–1           |
| Campeão   | 1967 | Aberto da França (2) | Saibro | Tony Roche    | 6–1, 6–4, 2–6, 6–2      |

### Duplas: 28 (16 títulos, 12 vices)
| Resultado      | Ano  | Campeonato           | Piso   | Parceiro       | Oponentes                         | Placar                      |
| -------------- | ---- | -------------------- | ------ | -------------- | --------------------------------- | --------------------------- |
| Vice           | 1958 | Australian Open      | Grama  | Robert Mark    | Ashley Cooper Neale Fraser        | 5–7, 8–6, 6–3, 3–6, 5–7     |
| Vice           | 1959 | Aberto da França     | Saibro | Neale Fraser   | Nicola Pietrangeli Orlando Sirola | 3–6, 2–6, 12–14             |
| Campeão        | 1959 | Wimbledon (1)        | Grama  | Neale Fraser   | Rod Laver Robert Mark             | 8–6, 6–3, 14–16, 9–7        |
| Campeão        | 1959 | US Open (1)          | Grama  | Neale Fraser   | Earl Buchholz Alex Olmedo         | 3–6, 6–3, 5–7, 6–4, 7–5     |
| Vice           | 1960 | Australian Open      | Grama  | Neale Fraser   | Rod Laver Robert Mark             | 6–1, 2–6, 4–6, 4–6          |
| Campeão        | 1960 | Aberto da França (1) | Saibro | Neale Fraser   | Jose-Luis Arilla Andrés Gimeno    | 6–2, 8–10, 7–5, 6–4         |
| Campeão        | 1960 | US Open (2)          | Grama  | Neale Fraser   | Rod Laver Robert Mark             | 9–7, 6–2, 6–4               |
| Vice           | 1961 | Australian Open      | Grama  | Marty Mulligan | Rod Laver Robert Mark             | 3–6, 5–7, 6–3, 11–9, 2–6    |
| Campeão        | 1961 | Aberto da França (2) | Saibro | Rod Laver      | Robert Howe Robert Mark           | 3–6, 6–1, 6–1, 6–4          |
| Campeão        | 1961 | Wimbledon (2)        | Grama  | Neale Fraser   | Bob Hewitt Fred Stolle            | 6–4, 6–8, 6–4, 6–8, 8–6     |
| Campeão        | 1962 | Australian Open (1)  | Grama  | Neale Fraser   | Bob Hewitt Fred Stolle            | 4–6, 4–6, 6–1, 6–4, 11–9    |
| Campeão        | 1962 | Aberto da França (3) | Saibro | Neale Fraser   | Wilhelm Bungert Christian Kuhnke  | 6–3, 6–4, 7–5               |
| Campeão        | 1963 | Aberto da França (4) | Saibro | Manolo Santana | Gordon Forbes Abe Segal           | 6–2, 6–4, 6–4               |
| Vice           | 1964 | Australian Open      | Grama  | Ken Fletcher   | Bob Hewitt Fred Stolle            | 4–6, 5–7, 6–3, 6–4, 12–14   |
| Campeão        | 1964 | Aberto da França (5) | Saibro | Ken Fletcher   | John Newcombe Tony Roche          | 7–5, 6–3, 3–6, 7–5          |
| Vice           | 1964 | Wimbledon            | Grama  | Ken Fletcher   | Bob Hewitt Fred Stolle            | 5–7, 9–11, 4–6              |
| Vice           | 1965 | Australian Open      | Grama  | Fred Stolle    | John Newcombe Tony Roche          | 6–3, 6–4, 11–13, 3–6, 4–6   |
| Campeão        | 1965 | Aberto da França (6) | Saibro | Fred Stolle    | Ken Fletcher Bob Hewitt           | 6–8, 6–3, 8–6, 6–2          |
| Campeão        | 1965 | US Open (3)          | Grama  | Fred Stolle    | Frank Froehling Charles Pasarell  | 6–4, 10–12, 7–5, 6–3        |
| Campeão        | 1966 | Australian Open (2)  | Grama  | Fred Stolle    | John Newcombe Tony Roche          | 7–9, 6–3, 6–8, 14–12, 12–10 |
| Campeão        | 1966 | US Open              | Grama  | Fred Stolle    | Clark Graebner Dennis Ralston     | 6–4, 6–4, 6–4               |
| Vice           | 1967 | Aberto da França     | Saibro | Ken Fletcher   | John Newcombe Tony Roche          | 3–6, 7–9, 10–12             |
| Vice           | 1967 | Wimbledon            | Grama  | Ken Fletcher   | Bob Hewitt Frew McMillan          | 2–6, 3–6, 4–6               |
| ↓ Era Aberta ↓ |      |                      |        |                |                                   |                             |
| Vice           | 1968 | Aberto da França     | Saibro | Rod Laver      | Ken Rosewall Fred Stolle          | 3–6, 4–6, 3–6               |
| Campeão        | 1969 | Australian Open (3)  | Grama  | Rod Laver      | Ken Rosewall Fred Stolle          | 6–4, 6–4                    |
| Vice           | 1969 | Aberto da França     | Saibro | Rod Laver      | John Newcombe Tony Roche          | 6–4, 1–6, 6–3, 4–6, 4–6     |
| Vice           | 1970 | US Open              | Grama  | Rod Laver      | Pierre Barthès Nikola Pilić       | 3–6, 6–7, 6–4, 6–7          |
| Campeão        | 1971 | Wimbledon (3)        | Grama  | Rod Laver      | Arthur Ashe Dennis Ralston        | 4–6, 9–7, 6–8, 6–4, 6–4     |

#### Duplas Mistas: 2 (2 vices)
| Resultado | Ano  | Campeonato            | Piso         | Parceira          | Oponentes                  | Placar        |
| --------- | ---- | --------------------- | ------------ | ----------------- | -------------------------- | ------------- |
| Vice      | 1956 | Australian Open (1/1) | Grama        | Mary Bevis Hawton | Beryl Penrose Neale Fraser | 2–6, 4–6      |
| Vice      | 1960 | Aberto da França      | (1/1) Saibro | Ann Haydon Jones  | Maria Bueno Robert Howe    | 6–1, 1–6, 2–6 |